# 구스타프 스카르스고르드
구스타프 카스파르 오름 스카르스고르드(스웨덴어: Gustaf Caspar Orm Skarsgård, 1980년 11월 12일 ~ )는 스웨덴의 배우이다.

## 출연 작품

### 영화
- 콘티키: 위대한 항해 - 벵트 역
- 거대한 도약
- 더 갈라파고스 어페어: 사탄 케임 투 에덴 - 목소리 역
- 쉬: 그녀의 비밀 - 크리스터 역
- 438일 - 마틴 역

### 드라마
- 바이킹스 시즌 2 (History)